# Павле Бошковић
Павле Бошковић (Рума, 23. август 1849 — Београд, 23. април 1923) био је генерал војске Краљевине Србије и управник Војне академије од 1900. до 1901. године.

## Школовање и усавршавање
Павле Бошковић рођен је 11/23. августа 1849. у Руми. У Београду је 1865. завршио шесторазредну гимназију и исте године ступио је на Војну академију у Београду као питомац 7. класе. Војну академију завршио је 1869. и одмах након тога јануара 1870. произведен је у чин артиљеријског потпоручника. До 1872. био је водник пољске батерије, а од 1872. до 1873. служио је у артиљеријској инспекцији. Послали су га 1873. као државног питомца у Прусију, да се усаврши у интендантској служби. У Прусији се задржао до 1875. Након повратка из Прусије, па да Првог српско-турског рата 1876. био је на служби у економском одељењу министарства одбране.

## Интендантска служба
За време оба Српско-турска рата био је помоћник главног интенданта. Од 1879. био је помоћник начелника економског одељења министарства одбране. Истицао се радом на реорганизацији војске, па је у сарадњи са неколико других официра написан 1879. Закон о Војној академији, а 1883. изашло је ново Устројство војске. Од 1881. до 1882. био је најпре командир батерије, а онда и дивизиона, а средином 1882. постављен је и за члана артиљеријског комитета. Унапређен је 1882. у чин мајора. Током 1883. постао је шеф обмундировног одсека министарства одбране. За време Српско-бугарског рата 1885. постављен је за шефа интендантског одељења при Врховној команди. Након окончања рата постао је 1886. вршилац дужности команданта Дунавског артиљеријског пука. Унапређен је 1887. у чин потпуковника. Враћен је 1889. у централну војну управу, где је најпре био начелник инжињерско-техничког одељења. Постављен је 1891. за начелника економског одељења министарства одбране. Унапређен је 1893. у чин пуковника. Више пута био је професор на Војној академији, од 1879. до 1881, од 1884. до 1887, од 1888. до 1889. и од 1900. до 1901. Постављен је 1897. за управника Војноадминистративне школе. По први пут пензионисан је 1898, али реактивиран је у лето 1900.

## Присташа Александра Обреновића
Већина официра се јула 1900. противила женидби краља Александра Обреновића са Драгом Машин, па је краљ позвао официре на састанак. На том састанку официри су очекивали да ће моћи да се изјасне о краљевој женидби, али краљ је састанак заправо сазвао само да би пред њима изјавио како нико не сме да се меша у његову одлуку. Тишину, која је тада настала прекинуо је Павле Бошковић ускликом „Живео краљ!“ и тек тада се још неколико официра придружило честитању. После тога Павле Бошковић је био унапређен у чин генерала. Од 1900. до 1901. био је управник Војне академије. Пензионисан је по други пута августа 1901. године. Након Мајског преврата спадао је међу истакнуте контразаверенике. Био је члан Друштва за законито решавање завереничког питања, које је основано октобра 1905. године. Имао је два сина, која су погинула 1914. и 1915. године. Његова ћерка се удала за каснијег генерала Љубомира Марића. Павле Бошковић је умро 23. априла 1923. у Београду.